# Brahmsstraße 12 (Weimar)

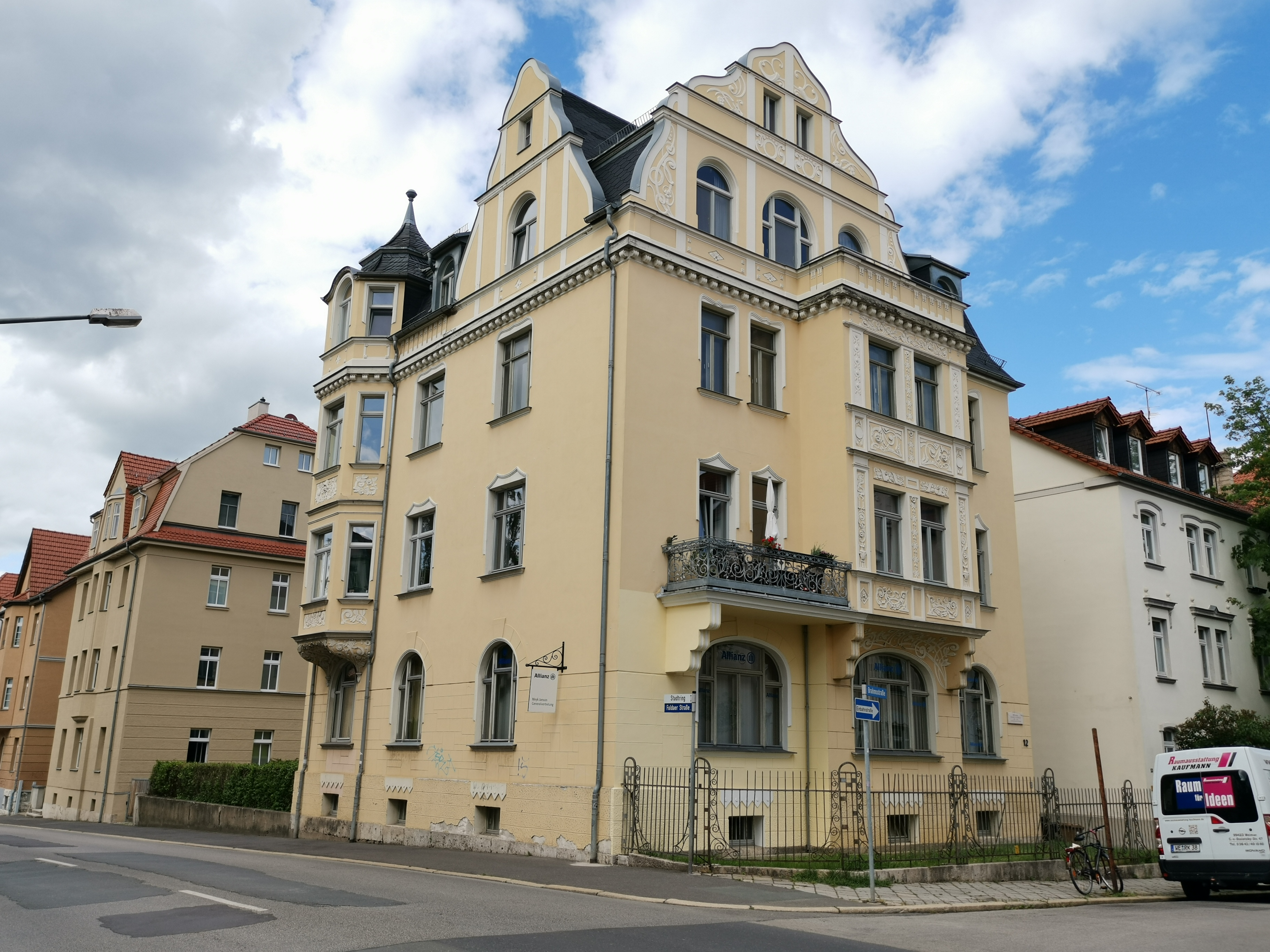
Brahmsstraße 12

Die Brahmsstraße 12 ist ein dreigeschossige Mietshaus in der Westvorstadt von Weimar und dem Späthistorismus bzw. dem Jugendstil zuzurechnen.

## Geschichte
Das Gebäude entstand 1904/05 im Auftrag des Bauunternehmers Eduard Schellschläger nach einem Entwurf von Rudolf Zapfe. Das Gebäude ist vollständig unterkellert und steht in einer städtebaulich exponierten Ecklage an der Kreuzung zur Fuldaer Straße und besitzt einen von einem Gitterzaun eingefassten Vorgarten, weshalb es von der Straßenflucht der Brahmsstraße etwas zurückgesetzt ist. Es besitzt zwei reich verzierte Erker. In den 1980er Jahren wurden die Schweifgiebel hinsichtlich ihrer Ornamentgestaltung reduziert. Bei der Sanierung des Gebäudes 1998/99 wurden diese Bestandteile wiederhergestellt. Das Gebäude ist asymmetrisch. Unterschiedlich gestaltet sind auch die Fenster. 
Von 1907 bis 1956 wohnte in diesem Haus der Maler Alexander von Szpinger. Am 24. November 1997 kam an das Gebäude eine Gedenktafel für Szpinger.